# Bedřich z Öttingenu
Bedřich z Öttingenu (německy Friedrich von Öttingen, * kolem roku 1459 – 3. března 1490) byl v letech 1485–1490 54. biskupem pasovským.
Byl synem hraběte Viléma z Öttingenu († 1467) a jeho manželky Beatrix Scaligerové.
Dne 2. prosince 1485 byl jmenován biskupem v Pasově coby nástupce Friedricha Mauerkirchera a 15. února 1486 byl v úřadu potvrzen.
Ve funkci jej vystřídal Kryštof ze Schachneru.